# Dartmoor

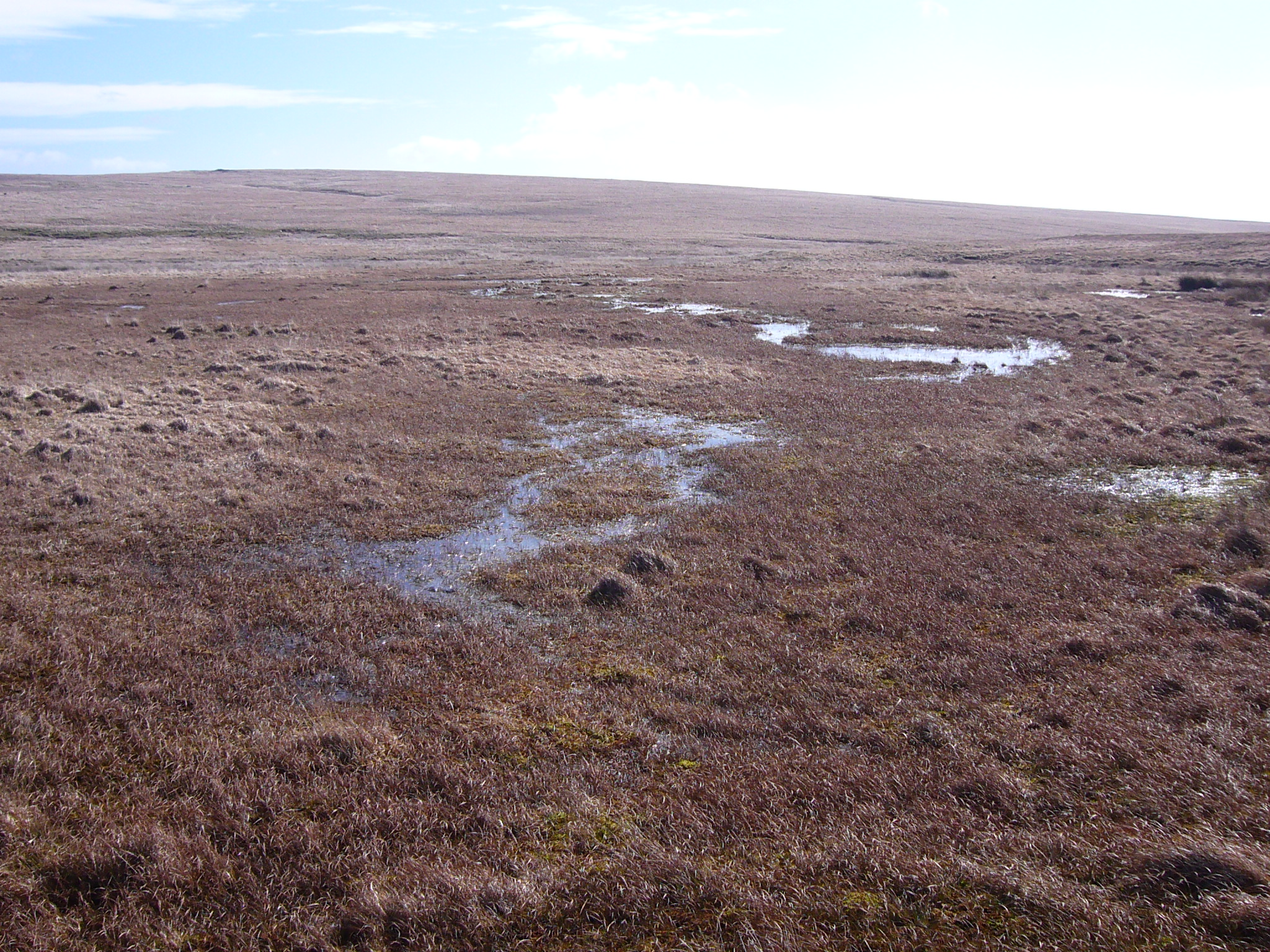
Mire Aune

Dartmoor è un altopiano situato nella contea inglese del Devon, caratterizzato da vegetazione rada e paludosa, che conferisce all'intera zona l'aspetto tipico della brughiera. 

## Descrizione
Di composizione prevalentemente granitica, quest'area risale all'era geologica del Carbonifero. Il picco più alto è High Willhays a 671 metri sopra il livello del mare.
Le sue colline, dette tor, rappresentano una delle aree più vaste con granito esposto nel Regno Unito.
La zona è compresa nel Parco nazionale di Dartmoor ed è famosa per i reperti preistorici di cui è ricca. Numerosi siti megalitici dell'età neolitica testimoniano la presenza di una popolazione dedita alla caccia. Ancora un mistero per gli studiosi sono le file di pietre che si possono incontrare, tra le quali la lunghissima Stall Moor.
Da ormai duecento anni porzioni del Dartmoor sono state usate come poligono di tiro militare, mentre il resto della regione è accessibile pubblicamente ed è anche una destinazione turistica assai popolare. 
Nel 1901 lo scrittore Arthur Conan Doyle vi ambientò una delle avventure più inquietanti ed apprezzate del suo personaggio Sherlock Holmes: Il mastino dei Baskerville. Nel 1930 la scrittrice Agatha Christie vi ambientò uno dei delitti irrisolti raccontati in Miss Marple e i tredici problemi (The 13 problems).

## Luoghi d'interesse[1]
- Becky Falls
- Brentor
- Abbazia di Buckfast (Buckfast Abbey), abbazia fondata nel 1018 e situata nel villaggio di Buckfast, vicino a Buckfastleigh
- il villaggio di Buckland-in-the-Moor
- Castello di Okehampton (XIV secolo)
- Castello di Gidleigh (XIV secolo)
- Castle Drogo, nei pressi di Drewsteignton
- Grimspound, sito archeologico dell'Età del Bronzo
- Haytor Rocks
- Hound Tor
- Lydford Gorge ("Gola di Lydford")
- Museum of Dartmoor Life, ad Okehampton
- Parco zoologico di Dartmoor

## Folclore

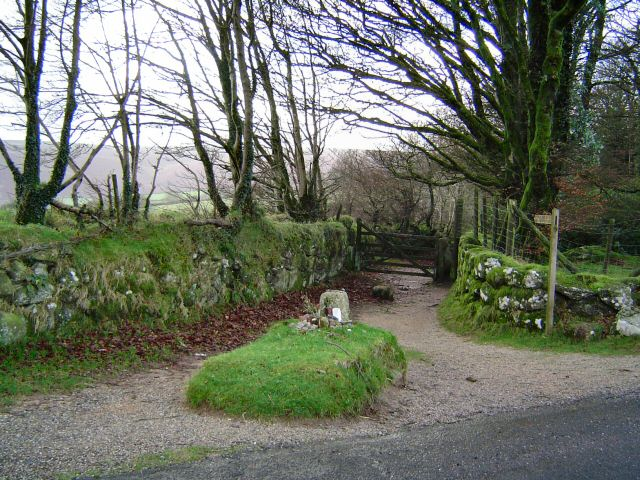
La Tomba di Jay

Dartmoor è famosa per i suoi miti e le sue leggende. Si dice che sia luogo di ritrovo dei folletti, di un cavaliere senza testa e di un'enorme creatura nera conosciuta come la "Bestia di Dartmoor".
Durante il grande temporale del 1638, nel villaggio di Widecombe in the Moor si disse che il villaggio era stato visitato dal diavolo.
Tra le storie di fantasmi del luogo sono da ricordare la presunta infestata Tomba di Jay, l'antico luogo di sepoltura di Childe's Tomb, la pila di rocce chiamata Bowerman's Nose e le croci di pietra che segnano le antiche vie medievali attraverso la brughiera.
Alcune storie sono nati negli ultimi decenni, come quella del "mani pelose" che si dice attaccherebbero i viaggiatori sulla B3212 vicino Two Bridges.

### La Bestia di Dartmoor
La più famosa leggenda della brughiera inglese è forse quella della "Bestia di Dartmoor". Secondo la leggenda, la brughiera di Dartmoor sarebbe infestata da una grossa creatura nera e pelosa. Secondo molti tale leggenda nasce traendo ispirazione a quella del cane nero, creatura molto presente nel folklore inglese.
Secondo altri la leggenda sarebbe in realtà una storia vera e non sono pochi a testimoniare di aver visto una creatura nera delle dimensioni di un pony correre nella brughiera e cibarsi delle pecore che vi pascolano.
A detta di molti la creatura si tratterebbe di un grande felino britannico.
Nel 2010 il programma televisivo statunitense Fact or Faked: Paranormal Files ha indagato sulla leggenda della creatura. Durante un'indagine notturna il team di esperti ha rilevato solamente alcune carcasse di pecore ed ha udito un ruggito simile a quello di un grosso felino.
La bestia descritta come cane è ispirazione per il romanzo ambientato sempre nel Dartmoor di Arthur Conan Doyle "Il mastino dei Baskerville".